# Tilo Koto
 (décembre 2021).
Pour plus de détails, voir Fiche technique et Distribution.
Tilo Koto est un film documentaire français réalisé par Sophie Bachelier et Valérie Malek, sorti en 2021,.

## Synopsis
Yancouba Badji, un jeune Casamançais, a tenté plusieurs fois de rejoindre l'Europe. Dans le centre d'accueil de Zarzis, en Tunisie, il témoigne à travers la peinture.

## Récompense
Le film reçoit le prix Spécial Droits et libertés Fondamentaux lors du Africlap Film Festival 2020.